# Riachuelo (Sergipe)
Riachuelo es un municipio brasilero del estado de Sergipe. Se localiza a una latitud 10º43'42" sur y a una longitud 37º11'14" oeste, estando a una altitud de 37 metros. Su población estimada en 2004 era de 8.740 habitantes. Posee un área de 150,64 km².

## Historia
Fue un municipio rico y tenía gran importancia en el escenario nordestino. Por estar localizado entre los ríos Sergipe, Cotinguiba y Jacarecica, los Pollitos se tornó gran productor de azúcar, algodón y ganado.
Debido al gran crecimiento económico, principalmente por el cultivo de la caña, en 6 de mayo de 1872, el poblado Pollitos es transformado en Parroquia de Nuestra Señora de la Concepción del Riachuelo y dos años después sería transformada en Villa de Riachuelo y dejando así de pertenecer al municipio de Laranjeiras. En esta época su poder económico superó Maruim y Laranjeiras, viviendo así una gran fase en la industria azucarera.